# اوژیزه
اوژیزه (به فرانسوی: Augnax) یک کمون در فرانسه است که در canton of Auch-Nord-Est واقع شده‌است. اوژیزه ۴ کیلومتر مربع مساحت دارد ۲۰۲ متر بالاتر از سطح دریا واقع شده‌است.